# Friday I'm in Love
"Friday I'm in Love" pjesma je britanskog rock sastava The Cure. Pjesma je objavljena kao drugi singl s devetog studijskog albuma sastava Wish iz 1992. godine. Pjesma je bila hit, u UK-u je dostigla šesto mjesto, a u SAD-u 18. mjesto na glazbenim ljestvicama. Glazbeni video za pjesmu osvojio je nagradu za najbolji glazbeni video na MTV Video Music Awardsu 1992. godine.
Robert Smith, pisac pjesme, opisao je pjesmu kao "ploču uz koju se možeš opustiti, biti sretan" i "jako naivnu, sretnu pop pjesmu."

## Produkcija
Tijekom pisanja pjesme, Robert Smith bio je uvjeren da je slučajno ukrao akorde iz neke druge pjesme, što ga je odvelo u paranoju, zbog čega je neprestano zivkao ljude i svirao im pjesmu, nakon čega bi ih pitao da li prepoznaju koja je pjesma u pitanju. Nitko ju nije prepoznao, pa je Smith konačno shvatio da je melodija njegova. "Uvijek je bilo paradoksalno da se javnosti prezentiramo kao goth sastav," Smith je rekao. "Zato što općoj javnosti nismo. Vozačima taksija, ja sam taj lik koji pjeva 'Friday I'm in Love'. Nisam taj lik koji pjeva 'Shake Dog Shake' ili 'One Hundred Years'."
Pjesma je napisana da bude sporija no što je u konačnici ispala. Iako je pjesma snimljena u D-duru, singl inačica pjesme je četvrtinu viša od D-dura, jer je Smith zaboravio isključiti funkciju višebrzinskog snimanja dok se pjesma snimala. Dok se izvodi uživo, pjesma je svirana u D-duru.
Pjesmu su producirali David M. Allen i The Cure.

### Glazbeni video
Glazbeni video, koji je režirao Tim Pope, prikazuje sastav koji pjesmu izvodi pred raznim pozadinama na zvučnoj sceni, čime se odaje počast francuskom filmašu nijemih filmova Georgesu Mélièsu (pojava likova iz filma Pomrčina Sunca punim Mjesecom). Kroz video, sastav svira s raznim rekvizitima, kostimima i nekoliko drugih ljudi, što naposljetku vodi do kaosa tijekom kojeg se cijeli set uništi. Tim Pope kratko se pojavljuje na početku, jaše konja te s visokim glasom daje upute sastavu kroz megafon, nakon što je usisao helij kroz balon. Završni kadar prikazuje basista Simona Gallupa kako čuči i gleda u kameru noseći svadbeni veo i šampanjac.
Producent pjesme, Dave M. Allen, kratko se pojavljuje u videu, noseći rekvizite. Neobično je krivo napisano ime sastava na bas bubnju -  "The Cures" umjesto pravo ime sastava u jednini.

## Popis pjesama
| 1. | »Friday I'm in Love« (miks na singlu - također na albumu Galore) | 3:36 |
| 2. | »Halo«                                                           | 3:47 |

| 1. | »Friday I'm in Love (Strangelove Mix)« | 5:29 |
| 2. | »Halo«                                 | 3:47 |
| 3. | »Scared as You«                        | 4:12 |

| 1. | »Friday I'm in Love«                   | 3:36 |
| 2. | »Halo«                                 | 3:47 |
| 3. | »Scared as You«                        | 4:12 |
| 4. | »Friday I'm in Love (Strangelove Mix)« | 5:29 |

## Zasluge
- Robert Smith – vokali, gitara
- Simon Gallup – bas-gitara
- Porl Thompson – gitara
- Boris Williams – bubnjevi
- Perry Bamonte – bas-gitara sa šest žica, klavijature